# 3 Ninjas: High Noon at Mega Mountain
3 Ninjas: High Noon at Mega Mountain (titulada 3 ninjas: Mediodía en la Mega Montaña en Hispanoamérica y 3 Ninjas en el parque de atracciones en España) es una película estadounidense de 1998 dirigida por Sean McNamara. Está protagonizada por Victor Wong, Hulk Hogan, Loni Anderson, Jim Varney, Mathew Botuchis, Michael O'Laskey II, James Paul Roeske II, Chelsey Earlywine, Alan McRae y Margarita Franco. Distribuida por TriStar Pictures, la película se estrenó el 10 de abril de 1998 en Estados Unidos. Es la cuarta y última entrega de la saga iniciada en 1992 con la película 3 Ninjas.

## Sinopsis
Mientras se divierten en La Mega Montaña para celebrar el cumpleaños de Tum Tum, los tres hermanos ninjas Rocky (Mathew Botuchis), Colt (Michael O'Laskey II) y Tum Tum (James Paul Roeske II) son testigos del secuestro de una estrella de la televisión, Dave Dragon (Hulk Hogan), por el malvado Lothar Zogg (Jim Varney) y su jefa Medusa (Loni Anderson). Los ninjas tienen que contraatacar cuando los hombres de Medusa invaden el parque y exigen a su dueño 10 millones de dólares por su rescate.

## Argumento
Durante sus vacaciones de verano con su abuelo Mori, Rocky, Colt, y Tum-Tum, realizan una prueba en la oscuridad total de una carrera de obstáculos. Se las arreglan para completar el curso pero no aprenden a utilizar sus otros sentidos en lugar de la vista. Más tarde esa noche, Mori escucha que Rocky y Colt planean no regresar el año siguiente debido a que están madurando, dejando a Tum-Tum solo. Mori se deprime ante esto. 
Al regresar a casa, Tum-Tum también se deprime después de enterarse de que su programa de televisión favorito, "Dave Dragon & the Star Force 5", saldrá del aire pronto debido a la cancelación, y ni siquiera se hizo su sándwich favorito para animarlo. , lo que confunde a su madre, Jessica. Al día siguiente, conocen a una nueva vecina, Amanda, que accidentalmente estrella su helicóptero controlado a distancia contra la ventana de su casa. Para compensar, Jessica la invita a desayunar y asiste a la fiesta de cumpleaños de Tum-Tum en Mega Mountain, un parque de diversiones inspirado en Six Flags. Una vez que llegan a Mega Mountain, Rocky va a pasar tiempo con su novia, Jennifer, y sus pocos amigos, Veronica, Eric y Doyle, mientras Tum-Tum convence a Colt para que se una a él para ver la actuación. Mientras los niños se divierten, una maestra criminal llamada Mary Ann "Medusa" Rogers y sus secuaces entran sigilosamente y se apoderan del parque, desactivando muchas atracciones y cerrando el lugar para mantener a los clientes como rehenes. Medusa y el resto de sus hombres se infiltran en el centro de operaciones del parque como su base secreta, y ella amenaza al propietario del parque, Harry Jacobsons, con pagar el rescate de 10 millones de dólares a cambio de la seguridad de los visitantes del parque. Mientras tanto, Tum-Tum y Colt quieren conseguir un autógrafo de Dave hasta que sean testigos y lo salven de ser capturado por los secuaces de Medusa. Rocky se reúne con sus hermanos y Amanda, defendiéndose de los hombres después de verlos en los monitores de las cámaras de vigilancia Circuito cerrado de televisión. Los niños y Amanda se dan cuenta de que el parque se ha visto comprometido y se lo informan a Dave, quien entra en acción. Los niños y Amanda notan la radio para ponerse en contacto con los servicios de emergencia, y las unidades de policía y bomberos son enviadas a investigar el parque. Sin embargo, Medusa y sus hombres los detectan y les tienden una emboscada, lo que hace que el FBI llegue al parque en busca de refuerzos. En represalia, Medusa le ordena a su compañero jamaicano, C.J., que aumente el nivel de velocidad del paseo Avalanche. Los chicos y Amanda rescatan a los pasajeros luchando contra algunos de los pocos hombres con los arsenales especiales de Amanda que ella posee mientras anula el control de marcha con su laptop.
Sabiendo que interferirán con sus planes, Medusa envía a sus tres sobrinos tontos, Carl, Buelow y Zed, para capturarlos, pero los niños los derrotan, quienes usan los elementos del juego de carnaval del parque y un paseo con sus Habilidades ninja. Mientras tanto, Dave se cuela en el centro de mando, pero Medusa y sus secuaces lo descubren y capturan rápidamente. El equipo SWAT llega e intenta entrar al parque a través de la valla, pero es detenido por los mercenarios con su trampa colocada con electricidad. Mientras tanto, Amanda utiliza los sistemas de control central del parque con su computadora portátil para bloquear el acceso a la atracción y C.J. intenta arrebatarle los controles, pero no antes de que Medusa acceda rápidamente al freno de emergencia de la montaña rusa Zinger que detiene la atracción en inversión. Dave intenta atacar a Medusa pero ella lo somete y sus hombres lo aprisionan en medio de la montaña rusa con varios invitados.
Al reconocer la imagen de Rocky y Jennifer en los monitores de paseo, los sobrinos de Medusa la capturan y la atan al fondo de las vías circulares de la montaña rusa Zinger, en las que Medusa amenaza con aplastarla si no lo hacen. cooperar. Rocky se va solo a rescatar a Jennifer. Medusa envía a su segundo al mando, Lothar Zogg, a capturar a los niños para que no interfieran. Luego, Dave, recuperando su confianza, lucha contra los guardias y libera a los rehenes del fondo de la montaña rusa. Rocky llega para rescatar a Jennifer, pero Lothar lo ataca. Después de una pelea que lleva a que Rocky y Lothar terminen en la cima de la montaña rusa, Rocky derriba a Lothar arrojándole un yo-yo alrededor del tobillo para hacerlo rebotar fuera del parque y caer en manos de las autoridades estacionadas. fuera del parque. Rocky luego logra liberar a Jennifer antes de que Medusa suelte la montaña rusa que puede aplastarlos. Jacobson llega en helicóptero con varias bolsas de dinero para pagar el rescate de Medusa, pero Amanda logra destruir la última bolsa con su helicóptero a control remoto, lo que hace que el dinero llueva sobre el parque y los invitados se las arrebatan todas.
Amanda es rápidamente capturada por Medusa, quien escapa bajo tierra con el resto del dinero. Cuando Dave defiende a los ninjas de Medusa, ella lo deja inconsciente. Los chicos logran derrotar a algunos de los ninjas de Medusa hasta que ella dispara todas las luces hasta perderlas de vista. Después de que ella oscurece los pasillos, los ninjas de Medusa luchan contra los chicos con sus gafas de visión nocturna. A pesar de la desventaja, los chicos superan su debilidad en la oscuridad con el consejo de Mori sobre cómo utilizar la incapacidad de sus sentidos. Los chicos derrotan con éxito a los ninjas de Medusa para rescatar a Amanda, que está esposada, junto a una bomba que Medusa activa para destruir el parque. Los chicos logran liberarla, pero no pueden desactivar la bomba debido al cortocircuito en el suministro eléctrico. Los chicos conectan la bomba a algunos tanques de oxígeno con la ayuda de Dave para cerrar las válvulas del tanque y enviarla como un torpedo a la nave de escape de Medusa, mientras que ella y los hombres restantes se sumergen desde la nave antes de que la bomba explote y la destruya. barco en caso de impacto. Alertada de la explosión, la policía llega para detener a Medusa en la orilla de la playa, quien se resigna a la derrota.
Ahora aclamados y conmemorados como héroes, los chicos le dan el crédito a Dave Dragon, aclamándolo como el verdadero héroe ante los medios de prensa. Después de reunirse con sus padres y su abuelo, Rocky y Colt le aseguran a Mori que no abandonarán su entrenamiento. También le hacen la oferta a Amanda para venir a entrenar con ellos el año siguiente, y ella acepta encantada. La película y la serie terminan con todos celebrando el cumpleaños de Tum-Tum.

## Reparto

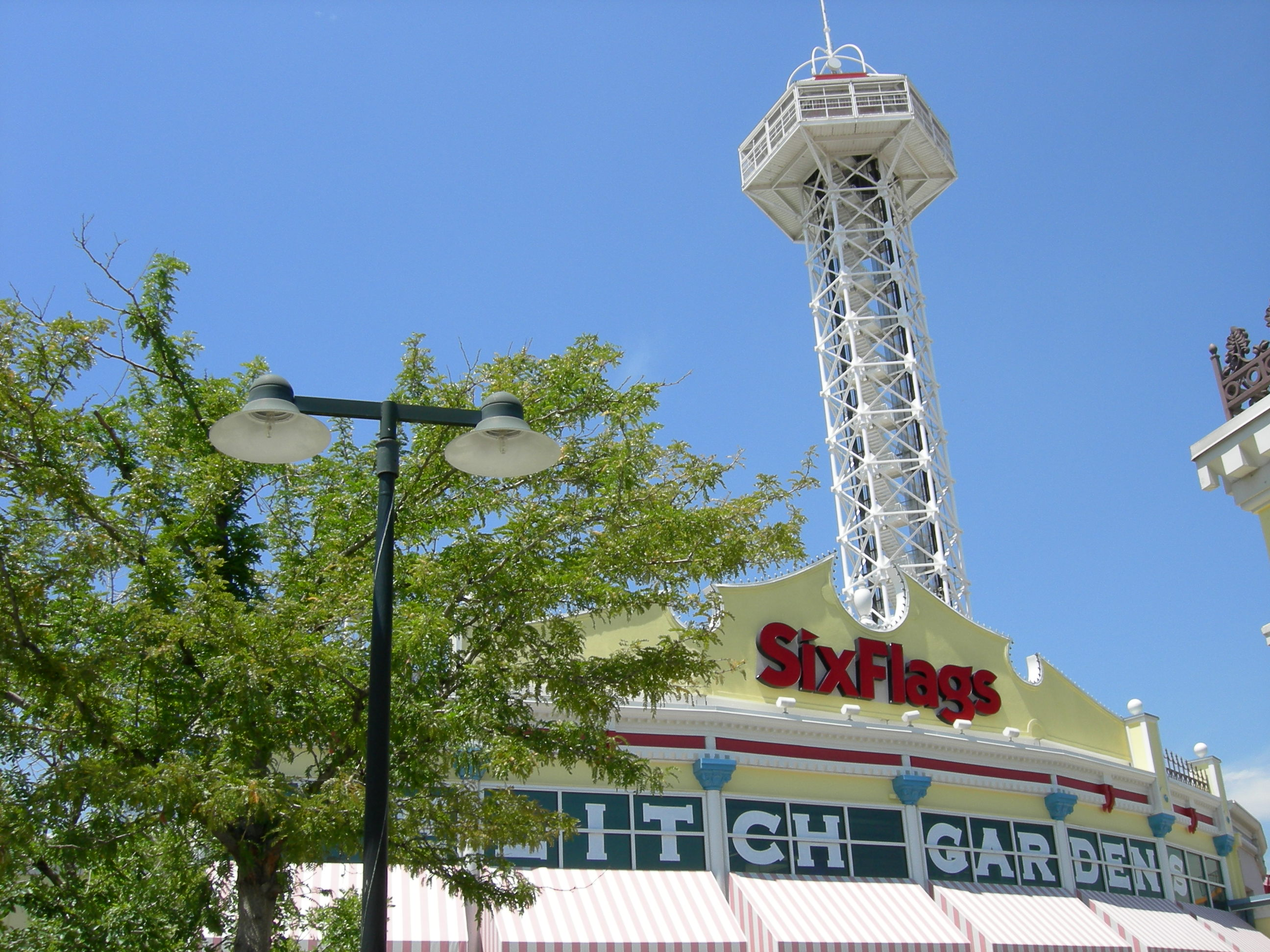
Elitch Gardens Theme Park el parque en el que se filmó durante la película.

| Actor                | Personaje                 |
| -------------------- | ------------------------- |
| Victor Wong          | Mori Shintaro             |
| Hulk Hogan           | Dave Dragon               |
| Loni Anderson        | Medusa                    |
| Jim Varney           | Lothar Zogg               |
| Mathew Botuchis      | Samuel "Rocky" Douglas    |
| Michael O'Laskey II  | Jeffrey "Colt" Douglas    |
| James Paul Roeske II | Michael "Tum Tum" Douglas |
| Chelsey Earlywine    | Amanda                    |
| Alan McRae           | Sam Douglas               |
| Margarita Franco     | Jessica Douglas           |

## Producción
El rodaje comenzó en 1996. Hulk Hogan, que luchaba en World Championship Wrestling (WCW) en ese momento, usó una peluca para la película, lo que le dio como resultado un peinado diferente al de su tradicional apariencia calva. Como resultado, se le ve en Halloween Havoc '96 con un peinado similar al que tenía en la película. Elitch Gardens Theme Park, el parque en el que se filmó, se sometió a una remodelación completa, y se cambiaron y renombraron todas las señales del parque y las atracciones para la película. Sin embargo, hay algunas ocasiones en las que los reales se ven de fondo.
- Datos: Q1645315